# 南开大学教育基金会
南开大学教育基金会，是对社会各界捐资给南开大学教育事业的资金进行管理的专业性非营利性社会组织，是独立的非公募基金法人。登记机关为天津市教育委员会。南开大学教育基金会的理事长为杨庆山，名誉理事长为慈善家方润华。

## 举办学校
南开大学教育基金会是天津南开日新学校的举办人。